# ريجيولا
ريجيولا (18 أبريل 1979 في البرتغال - ) هو لاعب كرة قدم برتغالي في مركز الهجوم. لعب مع ديسبورتيفو تروفينسي ونادي غوندومار ونادي فاماليساو وMerelinense F.C. ‏ ونادي سانتا كلارا وVilaverdense FC ‏.

## وصلات خارجية
- ريجيولا على موقع Soccerway.com (الإنجليزية)